# Torre Mayor
La Torre Mayor es un rascacielos ubicado en la Ciudad de México, desarrollado por el canadiense Paul Reichmann. Se encuentra ubicada en el número 505 de la avenida paseo de la Reforma, en el espacio ocupado anteriormente por el Cine Chapultepec y cerca del Bosque de Chapultepec, en la delegación Cuauhtémoc. La torre tiene una altura de 225 m (desde paseo de la Reforma) y 55 pisos, además de 4 niveles de estacionamiento subterráneo y 9 sobre el nivel de la calle, con más de 2000 espacios de autoservicio disponibles. Está equipada con 29 elevadores (ascensores) y 84.135 m² de espacio de oficinas, 2 escaleras de emergencia presurizadas, unidades automáticas manejadoras de aire acondicionado, sistemas mecánicos, eléctricos y de telecomunicaciones en cada piso. Cada planta de piso cuenta con una superficie promedio de 1,700 a 1,825 metros cuadrados, libre de columnas y con una altura libre de cada piso de 4.50 m. Dada la sismicidad de la Ciudad de México, para su construcción se llevó a cabo un riguroso estudio de ingeniería sísmica, a fin de poder aislar sísmicamente a la torre, aislamiento dentro del cual se encuentran los 98 amortiguadores sísmicos.
Fue el edificio más alto de América Latina desde su inauguración, en el 2003, hasta el 2010, cuando fue superado por el Ocean Two, ubicado en la ciudad de Panamá, y posteriormente también superado por la torre Bahia Grand Panama, aunque actualmente el puesto corresponde a la Torres Obispado ubicada en Monterrey, Nuevo León igualmente en México, con aproximadamente 305 metros de altura.[cita requerida]
La construcción, a cargo de Reichmann International, inició en 1997 y concluyó a finales del 2002, superando en México a la Torre Pemex y en Latinoamérica a las Torres de Parque Central, en Caracas, Venezuela.[cita requerida]
La Torre Mayor se considera, junto con la Torre Pemex, Gran Torre Santiago, Torre Titanium La Portada y Torre Latinoamericana, uno de los rascacielos más resistentes del mundo y el de más tolerancia sísmica a nivel mundial, con un máximo de tolerancia de 9.0 en la escala de Richter, además de que es una de las tres estructuras, junto con el Taipei 101, ubicada en una zona de alto riesgo sísmico. Asimismo, se considera la torre más sólida y resistente del planeta, por sus aditamentos e implementos antisísmicos.
El 30 de agosto del 2007, se evacuó a más de 10 000 personas de la torre, debido a una amenaza de bomba. Se encontraron tres artefactos explosivos en el 4.º sótano, en la sección de estacionamiento de la torre. No hubo heridos.

## Estructura e ingeniería sísmica
- La Torre Mayor es uno de los edificios más seguros del mundo y el más seguro de Latinoamérica.[4]

- La Torre Mayor es el primer edificio en el mundo que cuenta, desde su diseño, con enormes amortiguadores sísmicos.

- La protección antisísmica de la Torre Mayor incluye: 252 pilotes de hormigón y acero que penetran a una profundidad de 60 metros y superan el relleno pantanoso hasta llegar al subsuelo más firme.

- La seguridad estructural de la Torre Mayor ha sido calculada para exceder los requerimientos de los Reglamentos de Construcciones de la Ciudad de México y de California, Estados Unidos, que son los más rigurosos del mundo, y proporcionar al máximo de seguridad y confort a sus ocupantes. La estructura de acero y concreto cuenta con 98 amortiguadores sísmicos que reducen al mínimo su desplazamiento durante un sismo, y amortiguan y disipan una porción importante de la energía absorbida por la torre.

- La torre soporta sismos de 8.5 en la escala de Richter.[5]

## Detalles importantes

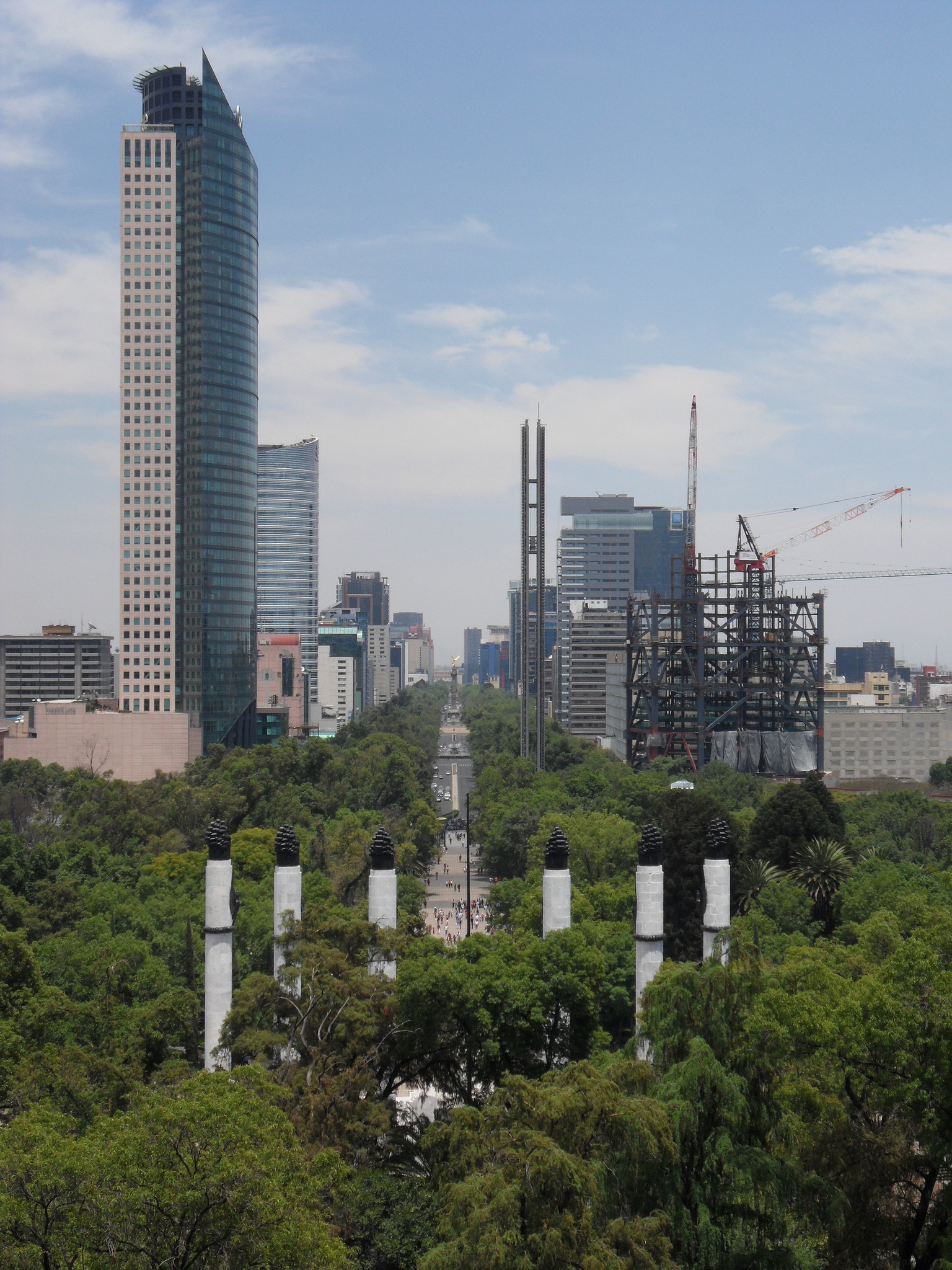
La Torre Mayor desde el paseo de la Reforma y el Bosque de Chapultepec

- En el año 2003, la torre se enfrentó con la primera prueba sísmica de relevancia al percibirse en la Ciudad de México un terremoto de magnitud 7.6 (MW) con epicentro en el estado de Colima. La Torre Mayor no sufrió ningún daño en su estructura. El 13 de abril de 2007 soportó un sismo de magnitud 6.3 (MW), con epicentro en el estado de Guerrero; el 27 de abril de 2009 soportó un sismo de magnitud 5.7, con epicentro en el estado de Guerrero, y el 22 de mayo de 2009, a las 14:24, un temblor de 5.7 (MW) de una duración de 40 segundos, con epicentro en Tehuacán, en el estado de Puebla, y otro de 6.5 (MW), de una duración de 40 segundos, con epicentro en Zumpango del Río, en el estado de Guerrero, el 10 de diciembre de 2011. El 20 de marzo del 2012 soportó un terremoto de magnitud 7.4 (MW) con epicentro en el estado de Guerrero, el 2 de abril del mismo año soportó otro de 6.3 (MW) y el 15 de noviembre uno más de 6.3 (MW), estos dos últimos también con epicentro en el estado de Guerrero. Más recientemente, Torre Mayor resistió dos fuertes terremotos en México, uno de 8.2 (MW) el día 7 de septiembre de 2017 con epicentro en Chiapas y otro de 7.1 (MW) el día 19 de septiembre con epicentro en Puebla.

- La torre cuenta con 30,000 m² de cristal en la fachada sur con aislamiento térmico y acústico, además de acabados de mármol en su interior y granito en áreas comunes y vestíbulos. La arquitectura del edificio es contemporánea y de calidad internacional. También cuenta con tres alimentadores de energía eléctrica en tensión media, y cabe destacar que es el único edificio en América Latina que se alimenta energéticamente de tres puntos distintos de la ciudad.

- Cuenta con 29 elevadores (ascensores) de pasajeros; estos alcanzan un máximo de avance de 6,7 m/s.

- Es ocupada por más de 8000 personas.

- Fue construida a una media de 4 plantas por semana, y ningún trabajador murió durante su construcción.

- Tiene récord mundial por ser el único rascacielos en el mundo que no ha tenido ningún accidente grave ni fallecimientos durante su construcción.

- Cuenta con el helipuerto más seguro y alto del continente.

- Recibió su primera certificación LEED® (Leadership in Energy and Environmental Design) por parte del US Green Building Council en 2013 obteniendo el Nivel Oro al alcanzar 61 puntos bajo la consultoría de Revitaliza Consultores.

- En 2018, obtuvo la Recertificación LEED® (Leadership in Energy and Environmental Design) por parte del US Green Building Council a través de la plataforma ARC. Tras su recertificación, Torre Mayor alcanzó de nuevo el Nivel Oro e incrementaron su primer puntaje 61 a 72 puntos bajo la consultoría de Revitaliza Consultores.[6]

## Edificio inteligente

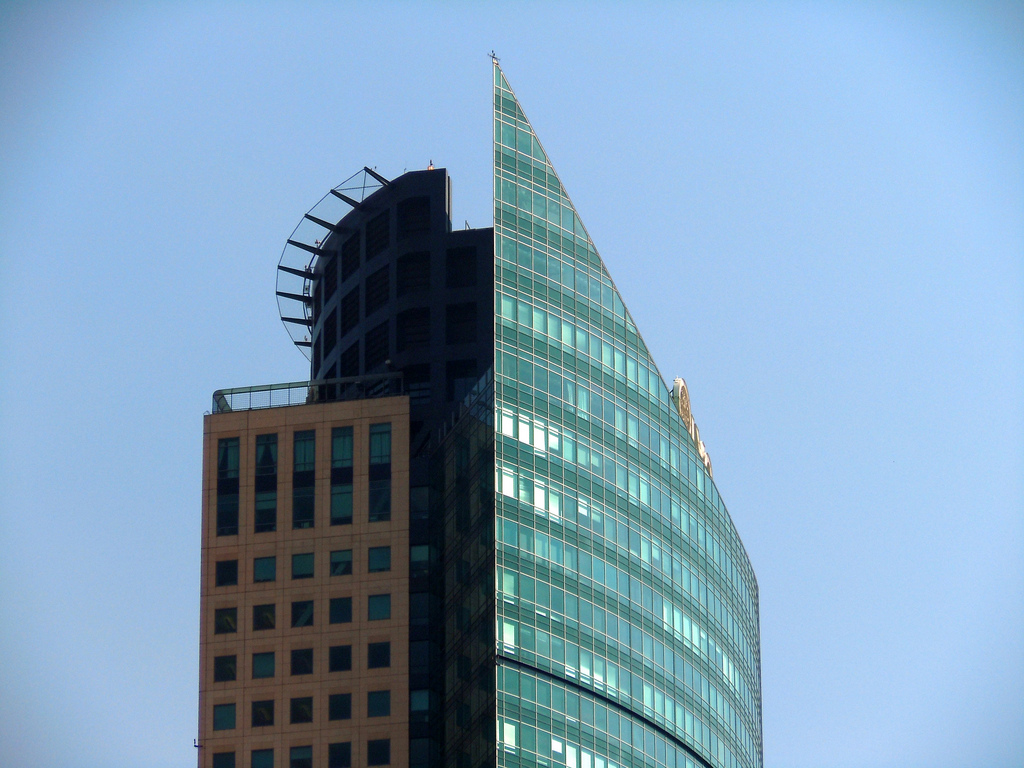
Vista de la parte superior de la torre.

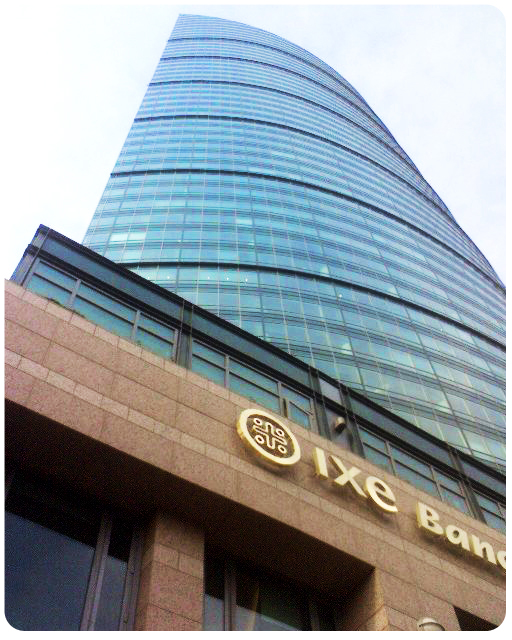
Vista frontal de la torre desde la calle.

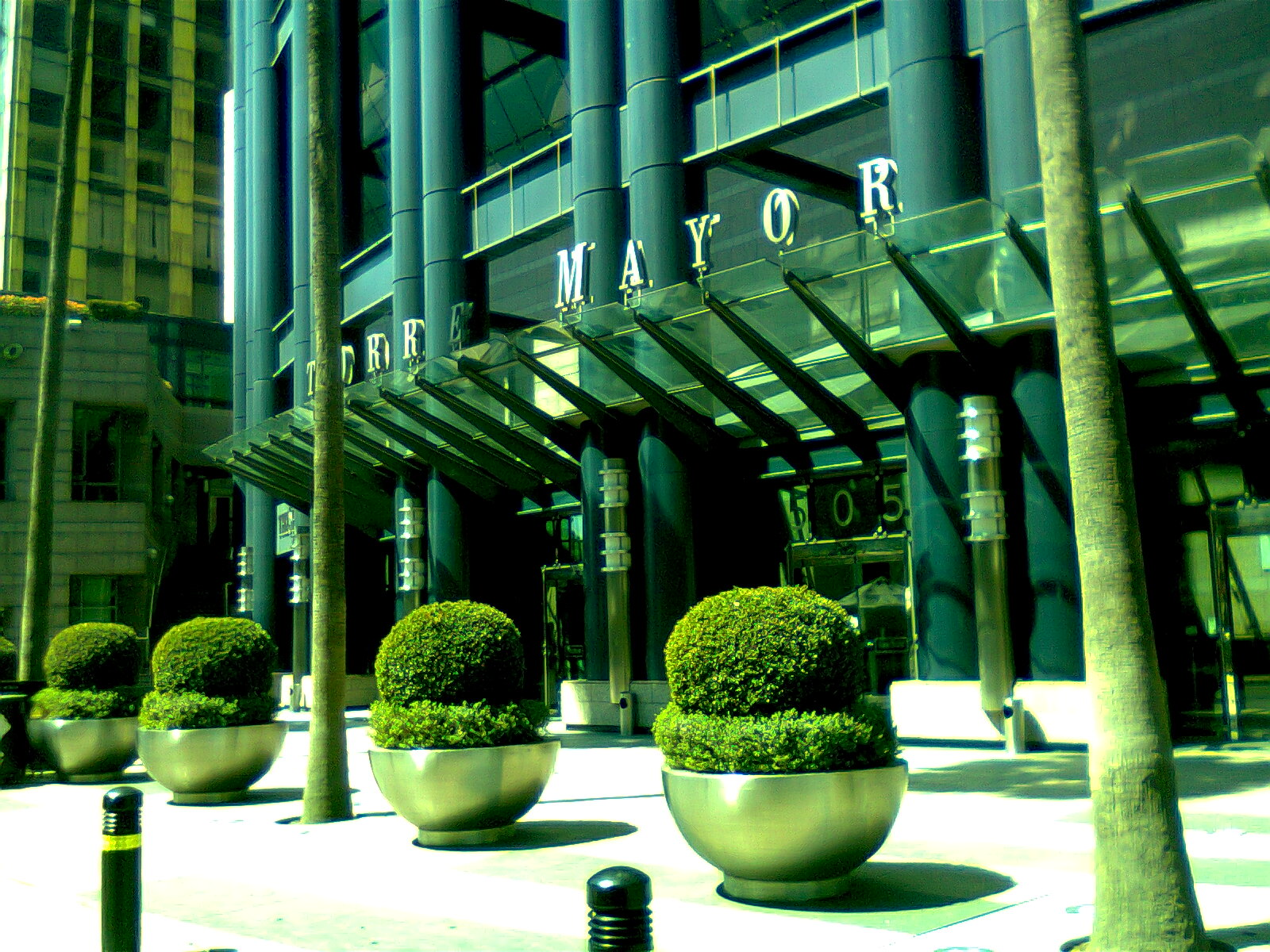
Entrada de la torre.

Los elevadores de la Torre Mayor cuentan con un detector sísmico que detecta cualquier movimiento de tierra y que por lo tanto de manera automática detiene el elevador en la parada más cercana para que los pasajeros puedan bajar. Aún no tiene instalada una alarma sísmica.
La Torre Mayor es administrada por un Building Management System (BMS), un sistema que controla  las instalaciones y equipos. A este sistema están integrados los sistemas: eléctrico, hidrosanitario, de elevadores y protección contra incendios y tiene la capacidad de controlar la iluminación del edificio.
Los pisos subterráneos tienen ventiladores automáticos de inyección y renovación de aire fresco para evitar la concentración excesiva de contaminantes producidos por la combustión,  conectados al sistema inteligente del edificio.
Fue el primer edificio en México que cumplió con la norma obligatoria de eficiencia energética de construcciones no residenciales (NOM-008).

### Sistemas
La Torre Mayor cuenta con los siguientes sistemas:
- sistema de generación y distribución de agua helada ahorrador de energía
- sistema de volumen variable de aire (unidades manejadoras de aire y preparaciones de ductos de alta velocidad en cada nivel de oficinas)
- sistema de extracción sanitarios generales en cada nivel de oficinas
- sistema de ventilación mecánica de aire automático en estacionamientos
- sistema de extracción mecánica cuarto de basura
- sistema de acondicionamiento de aire automático tipo mini-split para cuarto de control, administración, venta y sala de juntas

## Datos clave
- Altura: 225.4 m
- Espacio total: 157,000 m²
- Espacio de oficinas: 84.135 m²
- Pisos: 4 sótanos incluidos y 55 niveles sobre la calle, en los 59 niveles totales y helipuerto
- Estructura de concreto armado con:
  - 46,916 metros cúbicos de concreto
  - 21,200 toneladas de acero estructural y de refuerzo
  - 98 amortiguadores sísmicos
- Rango:
  - en el paseo de la Reforma: 4.º lugar
  - en la Ciudad de México: 6.º lugar
  - en México: 9.º lugar
  - en América Latina: +30.º lugar
  - en el mundo: 253.er lugar
  - en fortaleza: 1.er lugar
  - el 17 de julio de 2014 fue superada por la Torre BBVA
  - en altura el 12.º lugar